# Bolvadin
Bolvadin (görög: Πολύβοτον/Πολύβοτος and Latin: Polybotum/Polybotus) város és Afyonkarahisar tartománynak egyik kerülete Törökországban. 1,108 km² fed le a területe. A lakosság népessége a centrumban 31.387 fő egy 2010-es felmérés szerint. A főpolgármester Nazmiye Kılçık (MHP). 
Bolvadin várost Sultandağ és Emirdağ hegy vonulatok övezik és síkság irányából az Égei-tenger. Bolvadin városát "korán", a római birodalom korában alapították. A római korban Polybotumnak nevezték és kastélyt építettek a területre. A Szeldzsuk török dinasztia és az Ottomán birodalom fennhatósága alá tartozott. 1922 szeptemberében Törökország részevé vált.
A területen az Akarçay-folyóból öntözik a mezőgazdasági területeket. Ópiumot nőtt a területen és nő mind a mai napig. Van egy gyár, ami morfiumot állít elő a gyógyszeriparnak. Gyümölcsöt termesztenek a területen. A hegyeket erdőség övezi. A klíma az meleg nyáron, a tél hideg ahhoz, hogy havazzon. A délkeleti oldalon fekszik egy tó 967 méterrel a tengerszint fölött. A halászata is jelentős. Nem egy gazdag régiója Törökországnak. Földrengés szempontjából sebezhető a terület.

## Külső hivatkozások
- Bolvadin
- Bolvadin